# Zina
Zina es una película británica de 1985, dirigida y producida por Ken McMullen y escrita por él mismo junto a Terry James. Está protagonizada por Domiziana Giordano y Ian McKellen. Su trama se centra en el tratamiento psicológico de Zina (Domiziana Giordano), hija del revolucionario ruso León Trotski, por parte del profesor Kronfeld (Ian McKellen).

## Reparto
| Actor              | Personaje         |
| ------------------ | ----------------- |
| Rom Anderson       | Maria             |
| Micha Bergese      | Molanov           |
| Gaby Dellal        | Taquígrafo        |
| Paul Geoffrey      | Lyova             |
| Domiziana Giordano | Zina Bronstein    |
| Eleanor Greet      | Agente de Stalin  |
| William Hootkins   | Walter Adams      |
| Georges Levantis   | Kharalambos       |
| Philip Madoc       | León Trotski      |
| Ian McKellen       | Profesor Kronfeld |
| Leonie Mellinger   | Taquígrafo alemán |
| Maureen O'Brien    | Natalya           |
| Dominique Pinon    | Pierre            |
| Tusse Silberg      | Jeanne            |
| Jeff Teare         | Agente de Stalin  |
| George Yiasoumi    | Andre Breton      |